# Акдар'я (рукав Зеравшану)
Акдар'я́ — річка в Узбекистані, в Самаркандській і Навоїйській областях, правий рукав Зеравшану. Довжина 154 км. Бере витік північніше Самарканда, зливається з Карадар'єю біля міста Янгірабада. Стік регулюється водороздільником. Використовується для зрошення.
У басейні річки Заравшанський заповідник.